# Sabrina Pignedoli
Sabrina Pignedoli, née le 24 octobre 1983 à Castelnovo ne' Monti, est une femme politique et journaliste italienne.
Membre du Mouvement 5 étoiles, elle siège au Parlement européen depuis 2019.